# 구곡초등학교
구곡초등학교는 대한민국 강원특별자치도 원주시 단구동에 있는 초등학교다.

## 학교 연혁
- 2007.03.01 개교(20학급)
- 2008.02.14 제1회 졸업식(48명)
- 2009.02.13 제2회 졸업식(105명)
- 2009.03.01 36학급 편성
- 2010.02.12 제3회 졸업식(188명)
- 2011.02.11 제4회 졸업식(199명)
- 2011.03.01 38학급 편성
- 2012.02.10 제5회 졸업식(196명)
- 2012.03.01 제4대 김철 교장 부임
- 2015.02.10 제8회 졸업식(180명, 총 1,347명 졸업)
- 2015.03.02 37학급 편성(특수학급 1학급 포함)